# Ids
Ids is een Friese jongensnaam die is afgeleid van de naam Ide. De naam komt ook voor in Groningen en verder verspreid over Nederland. 
Naamvarianten zijn Idde, Idse, Idsge, Idske, Idskeüs, Ie, Iede, Iete, Ietse, Ietsen, Ietsje, Ietze, Ietzen, Ite, Itje, Its, Itse, Itsen, IJde, Yde, Ydes, IJdis, Ytse en Ytsen. Groninger vormen eindigen vaker op –o, bijvoorbeeld Ido, Ito, Idso, Idsko en Itso. Oostfriese vormen zijn Idde, Iddo, Ide, Idele, Ido, Ite en Itze.
De meisjesvorm van Ids is Ida met varianten daarvan als Idaline, Iddichje, Idelette, Idsje, Idske, Idskia, Ied, Iedk, Iedke, Iedske, Iedtsje, Ieta, Iete, Ieteke, Ietie, Ietje, Ietsia, Ietsje, Ietsk, Ietske, It, Ita, Ite, Itsche, Itsje, Itske, Itty, IJda, Yt, Ytgen, IJtje, Ytje, Ytke en Ytsje.
Groninger vormen zijn Ietje en Itje. Oostfriese vormen zijn onder andere Ida, Idea, Idje,  Ita en Itzke.
Ida en Ita zijn mogelijk roepvormen uit de kindertaal of vleivormen. De ie- varianten en de naamvormen op i en y hebben een verschillende herkomst.
De naam Ids was algemeen in de 19e en 20e eeuw, maar werd populairder vanaf het jaar 2000. In 2014 droegen in Nederland 710 personen Ids als eerste voornaam.

## Bekende naamdragers
- Ids Postma, schaatser
- Ids Wiersma, kunstschilder en tekenaar
- Ids Willemsma, kunstenaar
- Ids de Beer, verzetsstrijder
- Idse Grotenhuis, regisseur en schrijver